# 魯鐸象徵
魯鐸象徵，是日本純種競賽馬匹。生涯稱霸中長途賽事，於1984年成爲日本賽馬史上第四匹經典三冠馬，亦是首匹以無敗姿態達成此成就的賽駒。1985年勝出有馬紀念後，成为日本賽馬史上，第一匹達成一級賽七勝的賽駒。其因生涯戰績極其彪炳，加上其命名的由來而被称为「皇帝」，退役後配種成績不俗，如於1991年達成無敗二冠成就之東海帝王即是其子嗣，並於1987年被选为日本中央競馬會殿堂馬。

## 出賽前
1981年3月13日於北海道門別町（今日高町）象徵牧場出生，所有權直接歸於牧場旗下。
其後交由美浦訓練中心練馬師野平祐二訓練。

## 競賽生涯

### 3歲（現2歲）
1983年7月23日出戰新潟競馬場3歲新馬戰，於岡部幸雄策騎下輕鬆獲得首勝。
完成賽事後其返回美浦訓練中心調整，於10月29日出戰條件戰銀杏特別，再度以輕鬆姿態獲勝。
11月27日出戰公開賽，其於一直保持速度下拉開對手至少1馬位的優勢獲勝。

### 4歲（現3歲）
1984年首戰爲彌生賞，雖然賽前體重暴增18公斤，但其仍然可以於比賽途中發揮優秀的實力，於直路上拋離第二的Bizen Nishiki 1 1/4馬位奪得首個分級賽冠軍。
4月15日出戰皋月賞，獲得第一人氣。比賽開始開始後，其處於第三的先頭位置推進，通過第四彎道後繼續保持先頭位置。進入直路後，其隨即和處於較前方的Bizen Nishiki展開纏鬥，最終魯鐸象徵憑藉其於外檔的猛烈加速，成功於最後100米超越對手並拉開1 1/4馬位、更以破紀錄的2分1.1秒時間奪得首個一級賽冠軍，而賽後騎師岡部亦向觀衆舉起一隻手指宣示自己經已贏得第一冠。
其後出戰東京優駿（日本打吡），因此次戰爲其第三度和Bizen Nishiki對戰而被稱謂「SB打吡」。比賽開始後，前方由Suzu Mach進行領放，岡部則指揮魯鐸象徵於中團位置推進。進入直路後，雖然岡部希望其於較後時間點才發力加速，然而魯鐸象徵無視岡部的指令自行展開衝刺，最終一舉超越前方的Suzu Mach、Fujino Fuun及Suzu Parade奪得第二冠，賽後岡部亦如同皋月賞時向觀衆舉起兩隻手指宣示自己的勝利。
贏得打吡後，馬主象徵牧場的負責人和田共弘向傳媒發表了遠征計劃，但最終因魯鐸象徵於7月被發現右前腳出現問題而擱置。
進入秋季，由於其右前腳的狀態經已恢復，因而陣營安排其出戰二級賽聖烈特紀念作爲熱身，於其中以破紀錄的2分13.4秒時間輕鬆獲勝。
11月11日出戰菊花賞，比賽途中處於中團位置逐步追走，通過第三彎道時雖然被前方阻擋，但於最後直路仍然憑藉其強大的實力衝出。最終於其直路下不斷加速衝刺下，以3/4馬位優勢率先衝線奪冠。伴隨現場旁述員杉本清的一句：「一朵茂盛的花盛開在略微陰天的京都競馬場！！三冠馬八戰八勝！我國賽馬史上不朽的紀錄在京都競馬場被創造！」（赤い大輪が薄曇りの京都競馬場に大きく咲いた！！ 3冠馬8戦8勝！わが国競馬史上、不滅の大記録が達成されました京都競馬場！），魯鐸象徵成爲首匹以無敗姿態奪得經典三冠的賽駒。
兩星期後隨即出戰日本盃，將和於上年度奪得經典三冠的前輩千明代表決戰，爲日本賽馬史上首次三冠馬對決。比賽開始後，其處於中團位置追走，然而前方一直領放的葛城王牌越戰越勇，即使魯鐸象徵於第四彎道嘗試發力亦未能拉近距離，最終敗於葛城王牌及Bedtime以第三完賽。
12月25日出戰有馬紀念，比賽途中鑑於日本盃的失利，騎師岡部決定緊跟領放的葛城王牌推進。進入直路後。魯鐸象徵再一次發揮驚人的末腳速度，於直路中段超越對手後繼續加速，最終以破紀錄的2分32.8秒領先葛城王牌2馬位復仇奪冠。
年末，由於其奪得經典三冠並力壓年長馬匹取得有馬紀念，於評選中以全票144當選最佳4歲雄馬，亦以近乎全票的139票當選日本馬王。

### 5歲（現4歲）
1985年首戰爲日經賞，比賽途中由於沒有領放馬帶頭因而其被迫帶領馬群前進，但仍然可以輕鬆地一放到底以4馬位優勢獲勝。
其後出戰春季天皇賞，再一次和千明代表交鋒。比賽開始後其於先頭位置推進，進入直路後隨即爆發速度一瞬間就超越失速的千明代表，最終保持速度下成功抵擋同父馬Sakura Gaisen的追擊，以2 1/2馬位奪得第五個一級賽冠軍。
完成春季天皇賞後原先打算出戰寶塚紀念，但賽前一天於馬場內熱身時因踩中脫落的草皮導致其左肩受傷，最終取消出戰寶塚紀念的決定。
進入休養後，由於魯鐸象徵恢復情況未如理想，陣營曾一度發表退役聲明，所幸於醫療團隊對其進行笹針治療後狀態有所好轉，最終陣營宣佈撤回安排退役的決定。
10月27日於秋季天皇賞復出，賽前獲得第一人氣。比賽初段其因爲慢閘於處於最後放，但經過岡部的指揮後開始慢慢爬升至到先頭位置，進入直路後處於隊伍最前方。進入直路後，其開始發力衝刺超越前方的Windsor Knot取得領先並保持優勢直至最後關頭。然而於終點線前，於外檔衝刺的第十三人氣伏兵Gallop Dyna突然衝出超越魯鐸象徵，最終其於被反超下以1/2馬位差距落敗。
11月24日出戰日本盃，於本年度未有任何強敵挑戰之下成功以輕鬆的姿態奪冠，成爲日本史上首匹達成六勝一級賽的賽駒。
12月出戰有馬紀念，再度以強大的姿態成功壓過本年度贏得皋月賞及菊花賞的美浦新山，以4馬位優勢奪冠，達成了史無前例的七項一級賽優勝，亦成爲第二匹連霸有馬紀念的賽駒。
年末，由於其達成有馬紀念連霸及奪得七冠的偉業，於評選中以全票138票當選最佳5歲及以上雄馬，更以全票138票的姿態蟬聯日本馬王之頭銜。

### 6歲（現5歲）
進入1986年，馬主和田打算安排其春季遠征美國，秋天再轉戰歐洲，然而由於當時魯鐸象徵體態不佳，此計劃被練馬師野平祐二反對。雖然最終和田之計劃得以實行，但此事亦導致以野平爲首的一衆馬房人員和和田決裂，導致魯鐸象徵遠征時只能依靠美國當地之相關人士安排進行訓練。
3月29日按照計劃出戰聖路士維讓賽，但因狀態不佳加上以第六落敗。
賽後其更被檢查出左前腳患有韌帶炎，需要回國休養治療，但最終陣營商討下決定安排其退役，並於12月7日在中山競馬場舉行退役儀式。

### 詳細賽績
| 日期       | 舉辦國家 | 馬場     | 距離   | 級別 | 賽事名稱     | 負重 | 騎師     | 馬號 | 出馬 | 名次 | 時間   | 頭馬（二馬）        |
| ---------- | -------- | -------- | ------ | ---- | ------------ | ---- | -------- | ---- | ---- | ---- | ------ | ------------------- |
| 23/7/1983  | 日本     | 新潟     | 草1000 |      | 3歲新馬      | 53   | 岡部幸雄 | 6    | 10   | 1    | 0:59.2 | （Broken Hill）     |
| 29/10/1983 | 日本     | 東京     | 草1600 |      | 銀杏特別     | 53   | 岡部幸雄 | 4    | 17   | 1    | 1:37.3 | （Ebisu George）    |
| 27/11/1983 | 日本     | 東京     | 草1600 |      | 公開賽       | 55   | 岡部幸雄 | 1    | 5    | 1    | 1:39.9 | （Haruda）          |
| 4/3/1984   | 日本     | 中山     | 草2000 | GIII | 彌生賞       | 55   | 岡部幸雄 | 12   | 14   | 1    | 2:01.7 | （Bizen Nishiki）   |
| 15/4/1984  | 日本     | 中山     | 草2000 | GI   | 皋月賞       | 57   | 岡部幸雄 | 10   | 18   | 1    | 2:01.1 | （Bizen Nishiki）   |
| 27/5/1984  | 日本     | 東京     | 草2400 | GI   | 東京優駿     | 57   | 岡部幸雄 | 10   | 21   | 1    | 2:29.3 | （Suzu Mach）       |
| 30/9/1984  | 日本     | 中山     | 草2200 | GIII | 聖烈特紀念   | 56   | 岡部幸雄 | 5    | 10   | 1    | 2:13.4 | （Onward Cameroun） |
| 11/11/1984 | 日本     | 京都     | 草3000 | GI   | 菊花賞       | 57   | 岡部幸雄 | 5    | 18   | 1    | 3:06.8 | （Gold Way）        |
| 25/11/1984 | 日本     | 東京     | 草2400 | GI   | 日本盃       | 55   | 岡部幸雄 | 12   | 14   | 3    | 2:26.5 | 葛城王牌            |
| 23/12/1984 | 日本     | 中山     | 草2500 | GI   | 有馬紀念     | 55   | 岡部幸雄 | 4    | 11   | 1    | 2:32.8 | （葛城王牌）        |
| 31/3/1985  | 日本     | 中山     | 草2500 | GII  | 日經賞       | 58   | 岡部幸雄 | 6    | 8    | 1    | 2:36.2 | （Kane Kuroshio）   |
| 29/4/1985  | 日本     | 京都     | 草3200 | GI   | 春季天皇賞   | 58   | 岡部幸雄 | 15   | 15   | 1    | 3:20.4 | （Sakura Gaisen）   |
| 2/6/1985   | 日本     | 京都     | 草2200 | GI   | 寶塚紀念     | 56   | 岡部幸雄 | 3    | 10   | 退賽 | 退賽   | Suzuka Koban        |
| 27/10/1985 | 日本     | 東京     | 草2000 | GI   | 秋季天皇賞   | 58   | 岡部幸雄 | 17   | 17   | 2    | 1:58.8 | Gallop Dyna         |
| 24/11/1985 | 日本     | 東京     | 草2400 | GI   | 日本盃       | 57   | 岡部幸雄 | 15   | 15   | 1    | 2:28.8 | （Rocky Tiger）     |
| 22/12/1985 | 日本     | 中山     | 草2500 | GI   | 有馬紀念     | 57   | 岡部幸雄 | 6    | 10   | 1    | 2:33.1 | （美浦新山）        |
| 29/3/1986  | 美國     | 聖雅尼塔 | 草2400 | GI   | 聖路士維錦標 | 57.2 | 岡部幸雄 | 5    | 7    | 6    | 2:26.8 | Dahar               |

## 退役後
1987年魯鐸象徵被選爲日本中央競馬會第14匹殿堂馬。
退役後，魯鐸象徵成爲了配種馬，於北海道門別町（今日高町）象徵牧場休養，在1987年進行配種。首批子嗣於1988年出生。首匹子嗣可於1990年出賽。1991年4月14日，東海帝王於皋月賞取勝，成爲了首匹勝出分級賽及一級賽的魯鐸象徵子嗣，亦達成了父子制霸的成就。其後東海帝王以無敗姿態於東京優駿取勝，達成了父子無敗二冠的偉業。
2004年其由配種馬引退，於配種地象徵牧場以功勞馬身份進行養老生活。
2010年1月被轉移至千葉縣成田市象徵牧場繼續養老。
2011年10月4日，於養老地因衰老以30歲高齡死亡。

### 主要子嗣

#### 一級賽優勝子嗣
粗體字為分級賽
1988年生
- 東海帝王（皋月賞、東京優駿、產經大阪盃、日本盃、有馬紀念）

#### 分級賽優勝子嗣
1989年生
- Kyowa Hoseki（產經體育賞四歲牝馬特別、東京新聞盃）
- Ayrton Symboli（兩次長途馬錦標）

1995年生
- 鶴丸剛志（京都大賞典、朝日挑戰盃）

## 血統簡介
父系巴索隆爲愛爾蘭生產的英國賽駒，雖然生涯戰績不佳，但配種戰績極爲優秀，後被象徵牧場引入至日本進行配種，成爲日本拜耶爾土耳其系馬匹的先祖。祖父Milesian爲英國生產的愛爾蘭賽駒，生涯戰績不俗，曾勝出四場頭馬。
母系Sweet Luna爲日本賽駒，生涯僅勝出一場賽事。外祖父速度象徵爲日本賽駒，生涯戰績優勢，因曾以8歲（現7歲）之齡達成有馬紀念連霸而被稱爲「老雄」。

### 血統表
| 父線：巴索隆系（Tourbillon系）                       |                           |                  |               |
| 種馬 巴索隆 1960年（棗色）                           | Milesian 1953年（棗色）   | My Babu          | Djebel        |
| 種馬 巴索隆 1960年（棗色）                           | Milesian 1953年（棗色）   | My Babu          | Perfume       |
| 種馬 巴索隆 1960年（棗色）                           | Milesian 1953年（棗色）   | Oatf Lake        | Coup de Lyon  |
| 種馬 巴索隆 1960年（棗色）                           | Milesian 1953年（棗色）   | Oatf Lake        | Avena         |
| 種馬 巴索隆 1960年（棗色）                           | Paleo 1953年（棗色）      | Pharis           | Pharos        |
| 種馬 巴索隆 1960年（棗色）                           | Paleo 1953年（棗色）      | Pharis           | Carissima     |
| 種馬 巴索隆 1960年（棗色）                           | Paleo 1953年（棗色）      | Calonice         | Abejer        |
| 種馬 巴索隆 1960年（棗色）                           | Paleo 1953年（棗色）      | Calonice         | Coronis       |
| 繁殖雌馬 Sweet Luna 1972年（栗色）                   | 速度象徵 1963年（深棗色） | Royal Challenger | Royal Charger |
| 繁殖雌馬 Sweet Luna 1972年（栗色）                   | 速度象徵 1963年（深棗色） | Royal Challenger | Skerweather   |
| 繁殖雌馬 Sweet Luna 1972年（栗色）                   | 速度象徵 1963年（深棗色） | Sweet Inn        | Rising Light  |
| 繁殖雌馬 Sweet Luna 1972年（栗色）                   | 速度象徵 1963年（深棗色） | Sweet Inn        | Feenagh       |
| 繁殖雌馬 Sweet Luna 1972年（栗色）                   | Dance Time 1957年（棗色） | Palestine        | Fair Trial    |
| 繁殖雌馬 Sweet Luna 1972年（栗色）                   | Dance Time 1957年（棗色） | Palestine        | Una           |
| 繁殖雌馬 Sweet Luna 1972年（栗色）                   | Dance Time 1957年（棗色） | Samaritaine      | Maravedis     |
| 繁殖雌馬 Sweet Luna 1972年（栗色）                   | Dance Time 1957年（棗色） | Samaritaine      | Sarita        |
| 雌系：號族：11-c                                     |                           |                  |               |
| 五代內近親交配：Pharos + Fairway 4×5、Tourbillon 5×5 |                           |                  |               |

## 命名由來
名字中，Symboli（シンボリ）是馬主象徵牧場之冠名，即是其牧場名字，Rudolf（ルドルフ）則出自神聖羅馬帝國皇帝魯道夫一世之名字，香港結合兩部分，翻譯为「魯鐸象徵」。直譯亦可作「魯道夫象徵」，但超出字數限制。早期有部分媒體忽略冠名部分，只取音譯，翻譯为「樂多富」。

## 外部連結
- 魯鐸象徵 netkeiba.com （页面存档备份，存于）
- 血統表 （页面存档备份，存于）